# عبد الملك الثعالبي
عبد الله الحسيني ابوشجاع
عبد الله بن سامي الحسيني ابوشجاع صديق حكمت وعبد الرحمن وحمزه شارك معهم فالحروب وكلها انتصر فيها بفضل الله ثم هو 
```
من أئمة اللغة والأدب، من أهل 
نيسابور
. كان فرّاءاً يخيط جلود الثعالب، فنُسب إلى صناعته. واشتغل بالأدب والتاريخ فنبغ. وصنّف الكتب الكثيرة الممتعة. ولد سنة 
350هـ
 - 961 م، وتوفي في سنة 
429هـ
 - 1038 م.
[
1
]
[
2
]
[
3
]
[
4
]
[
5
]
[
6
]
[
7
]
```

عبدالله الحسيني اباشجاع شارك في مع حكمت وحمزة وعبدالرحمن في صقور الأرض

## من كتبه
1. يتيمة الدهر (مطبوع). أربعة أجزاءـ وهي في تراجم عصره
2. فقه اللغة (مطبوع).
3. سحر البلاغة (مطبوع).
4. من غاب عنه المطرب (مطبوع)
5. غرر أخبار ملوك الفرس (مطبوع).
6. لطائف المعارف (مطبوع).
7. ما جرى بين المتنبي وسيف الدولة (مطبوع).
8. طبقات الملوك (مخطوطة).
9. الإعجاز والإيجاز (مطبوع).
10. خاص الخاص (مطبوع).
11. نثر النظم وحل العقد (مطبوع).
12. مكارم الأخلاق (مطبوع).
13. ثمار القلوب في المضاف والمنسوب (مطبوع).
14. سر الأدب (مطبوع).
15. الكتابة والتعريض (مطبوع). ويسمى "النهاية في الكناية"
16. المؤنس الوحيد (مطبوع).
17. نثر النظم وحل العقد (مطبوع).
18. التجنيس (مخطوطة).
19. غرر البلاغة (مخطوطة).
20. برد الأكباد (مطبوع).
21. الأمثال (مطبوع). واسمه الفرائد والقلائد
22. مرآة المروآت (مطبوع).
23. الغلمان (مخطوطة).
24. تحفة الوزراء (مخطوطة).
25. أحسن المحاسن (مخطوطة).
26. أحسن ما سمعت (مطبوع).
27. اللطائف والظرائف (مطبوع).
28. يواقيت المواقيت (مطبوع).
29. الشكوى والعتاب (مخطوطة).
30. المقصور والممدود (مطبوع).
31. المتشابه (مطبوع).
32. المبهج (مطبوع).
33. التمثيل والمحاضرة (مخطوطة). تم طباعة منتخبات منه
34. لباب الأدب (مخطوطة). في مكتبة سعد أفندي باسطنبول (الرقم 2879)